# Chrysamma erythrochrysa
Chrysamma erythrochrysa är en fjärilsart som beskrevs av Willie Horace Thomas Tams 1929. Chrysamma erythrochrysa ingår i släktet Chrysamma och familjen snigelspinnare. Inga underarter finns listade i Catalogue of Life.